# Полиакрилонитрил
Полиакрилонитрил (PAN) е синтетичен, органичен полукристален полимер смола с линейна формула (C3H3N). Въпреки че е термопластичен, не се топи при нормални условия. Той се разгражда преди топене и се топи при температура над 300 °С. Той е гъвкав полимер, използван за производството на голямо разнообразие от продукти, включително и ултрафилтрационни мембрани, кухи влакна за обратна осмоза, влакна за текстил, окислени ПАН-влакна. ПАН-влакната са химически прекурсор на висококачествени въглеродни влакна.